# Infermeria espacial

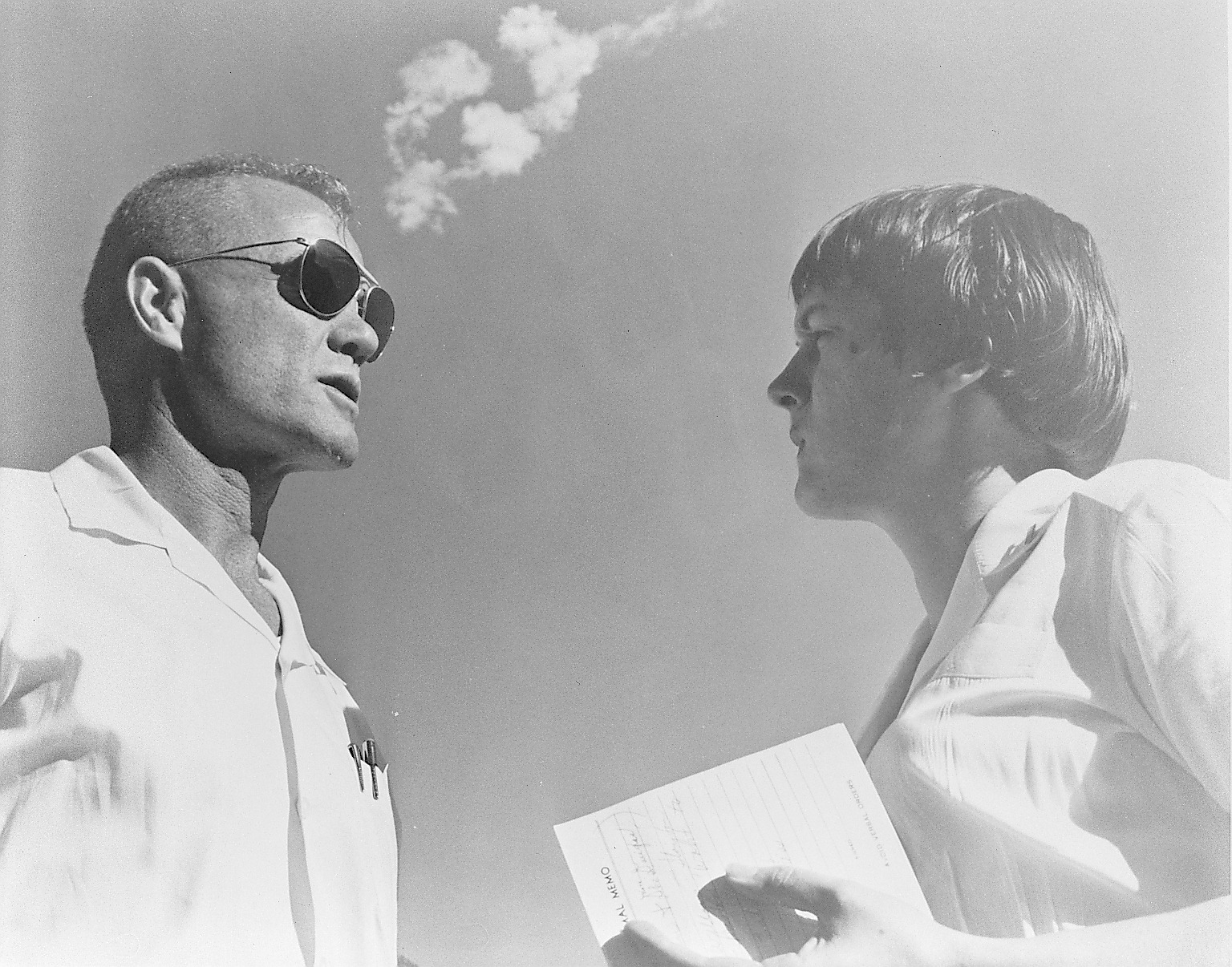
L'astronauta John H. Glenn Jr., pilot de la missió espacial orbital del Mercury-Atlas 6, conversa amb l'astronauta infermera Dolores B. O'Hara, durant els preparatius de prellançament del MA-6.

La infermeria espacial és l'especialitat d'infermeria que estudia com els impactes dels viatges espacials afecten els patrons de resposta humana. Igual que en la medicina espacial, l'especialitat també contribueix al coneixement sobre les cures d'infermeria dels pacients terrestres.

## Història
Des del començament de l'aviació comercial a la dècada de 1920, les infermeres han estat part de l'aviació i el vol. El 1958 el president Eisenhower va signar la Llei Nacional d'Aeronàutica i de l'Espai per formar la NASA. Part d'aquesta llei era reclutar infermeres per a treballar en estreta col·laboració amb els equips mèdics i així determinar l'aptitud dels astronautes per a l'exploració espacial. Les infermeres van ajudar a observar els efectes del vol espacial en els astronautes al seu retorn de les missions.
Les tinents Delores O'Hara i Shirley Sineath van ser les primers infermeres assignades a treballar amb els primers set astronautes del Projecte Mercury. Van treballar per desenvolupar equips d'emergència d'hospitals per als astronautes. Aquestes infermeres havien d'assegurar-se que els astronautes podrien gestionar les baixes, el pla per al control de desastres, i proporcionar els primers auxilis en cas d'una emergència.
El 1962 la NASA va anunciar el Programa d'Infermeria de l'Espai, en el qual calia que els sol·licitants tinguessin un títol previ de llicenciatura en infermeria.
El 1991 la Space Nursing Society va ser fundada per Linda Plush amb l'ajuda de la Dra. Martha Rogers. Es basava en la teoria de Rogers, la ciència dels éssers humans unitaris.